# Tryggve Gran

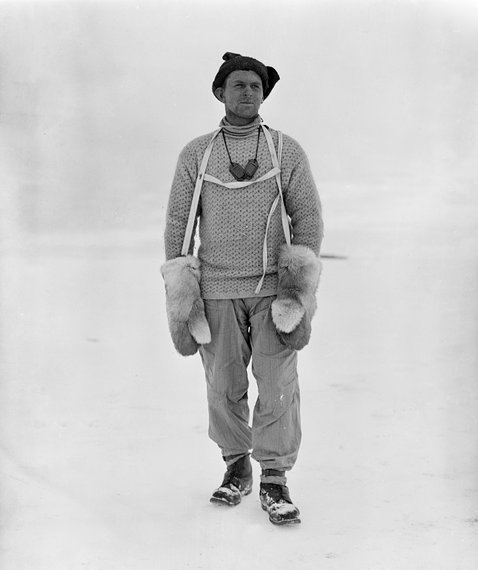
Tryggve Gran 1911 i Antarktis

Jens Tryggve Herman Gran, född 20 januari 1888 i Bergen, död 8 januari 1980 i Grimstad, var en norsk flygare, polarforskare, fotbollsspelare, kollaboratör och författare.

## Ungdom
Pappan avled när Gran bara var fem år gammal. När Gran var 11 år sändes han till en internatskola i Schweiz, där han lärde sig en del tyska och franska. Åter i Norge ägnade han sig åt sportaktiviteter. Han blev medlem och spelade klubbfotboll för Oslo-laget Mercantile. 1908 deltog han i Norges första landslag i fotboll. Han gjorde ett mål i förlustmatchen mot Sverige, när lagen möttes i Göteborg. 

## Polarforskare
När Robert Falcon Scott besökte Norge 1910 för att sätta upp sin expedition till sydpolen, blev han av Fridtjof Nansen rekommenderad att värva Gran. Scott blev imponerad av Gran och han övertalade honom att delta i Terra Nova expedition 1910-1913. Han medverkade dels som medlem, men även som skidinstruktör, för de som tidigare ej färdats på skidor. När Scott och de andra i gruppen som genomförde försöket att nå sydpolen inte återvände, var Gran med i den undsättningsgrupp, som hittade kvarlevorna efter Scott och de andra gruppdeltagarna.

## Flygare
Efter att han träffat aviatören Robert Lorrain blev han intresserad av flygning. Han reste under 1913 till Frankrike för att lära sig att flyga vid Louis Bleriots flygskola utanför Paris. Den 30 juli 1914 startade han från Cruden Bay i Skottland med ett Blériot XI-2 monoflygplan för att korsa Nordsjön. Han landade i Revtangen på Jæren efter 4 timmar och 10 minuters flygning, och blev därmed den första som flugit sträckan. Flygningen var en bragd, men på grund av oroligheterna i Europa blev rekordflygningen inte uppmärksammad.   
När sedan England kom med i första världskriget sökte sig Gran till Hærens Flyvevåpen, där han utnämndes till premierløytnant. Han blev 1915 kommenderad att resa till Frankrike och England för att studera hur flygvapnet agerade vid krig. Väl i England sökte han till Royal Flying Corps, men där nekades han att ta aktiv del i kriget på grund av Norges neutralitet. Han sökte på nytt och blev antagen under täcknamnet Kapten Teddy Grant från Kanada, för att gå runt neutralitetsproblemet. Under 1916 fick han avsked från Hærens Flyvevåpen, och kunde deltaga under sitt riktiga namn i striderna. Han placerades först vid en flygbas utanför London och han deltog i flygstrider över Frankrike, Tyskland och Belgien. Under sitt riktiga namn blev han utnämnd till underlöjtnant och löjtnant 1917, kapten och major 1918 samt tilldelades Military Cross 1917.   
Gran hävdar att han den 8 september 1917 besegrade Herman Göring i en luftstrid. Att det var Göring påstod Gran flera år senare, när han hade träffat Göring och de hade diskuterat flygning och händelser under kriget. Grans seger den dagen är bekräftad, men vem som satt i fiendeplanet är inte klarlagt. Efter kriget anställdes han som officer vid Royal Air Force, men en motorcykelolycka 1921 tvingade honom att sluta som militär. Han arbetade som föredragshållare där han berättade om flygning och sina resor till polartrakterna. Samtidigt inledde han sin författarkarriär. Under 1928 ledde han sökandet efter Roald Amundsen, som försvunnit i samband med att man sökte efter Umberto Nobile.

## Nasjonal Samling
När Vidkun Quisling tog makten i Norge under andra världskriget lyckades han värva Gran som medlem i Nasjonal Samling. Partiet använde Grans hjältegloria i sin propaganda, men det är inte klarlagt hur stora sympatier Gran hade för den nazistiska rörelsen. På order från regeringen utfärdade det norska postverket, i samband med 30-årsdagen av Nordsjöflygningen 1944, ett frimärke till Grans ära. Motivet visar en karta över Nordsjön med flygplanet och dess färdväg inritad. Efter kriget dömdes han 1948 för samarbete med den tyska ockupationsmakten till 18 månaders fängelse.

## Författare
Som författare har han givit ut kriminalromaner, barnböcker och faktaböcker.

## Eftermäle
1971 restes ett minnesmärke över hans Nordsjöflygning i Cruden Bay. Hans Blériot XI-2 finns bevarat och är utställt i Norsk Teknisk Museums samlingar.

### Webbkälla
- Tryggve Gran – Norges første flygerhelt    2015-11-22